# Arctia utahensis
Arctia utahensis là một loài bướm đêm thuộc phân họ Arctiinae, họ Erebidae.